# Гувахати
Гауха́ти, Гуваха́ти (ассам. গুৱাহাটী) — город в индийском штате Ассам на южном берегу реки Брахмапутра. Это самый большой город на северо-востоке Индии.
Пригород Гувахати Диспур, находящийся в 10 км от центра города, является административным центром штата Ассам.
Гувахати находится на пятом месте среди самых быстро растущих городов Индии. Он входит в сотню самых быстро растущих городов мира. Если в 1971 году его население составляло около 200 тысяч человек, то согласно переписи 2011 года оно составило 968 549 чел.
Это — коммерческий и образовательный центр Северо-Восточной Индии и местонахождение институтов мирового уровня, как например Индийского института технологий Гувахати.
Гувахати — центр проведения культурных и спортивных мероприятий Северо-Восточного региона и административно-политический центр Ассама, а также центр перевозок в Северо-восточный регион.
Традиционно Гувахати был важным административным и торговым центром и речным портом. Название Гувахати образовано от двух слов ассуанского наречия: гува — арековый орех и хаат — рынок.
Точное время возникновения города неизвестно. Однако есть основания предполагать, что он является одним из древнейших городов Азии. Это подтверждают и древние храмы Камакхья на холме Нилачал и Наваграха, Храм девяти планет (исконно древний храм, посвященный астрологии), а также археологические находки в Басиста.

## Географическое положение

Структура города Гувахати

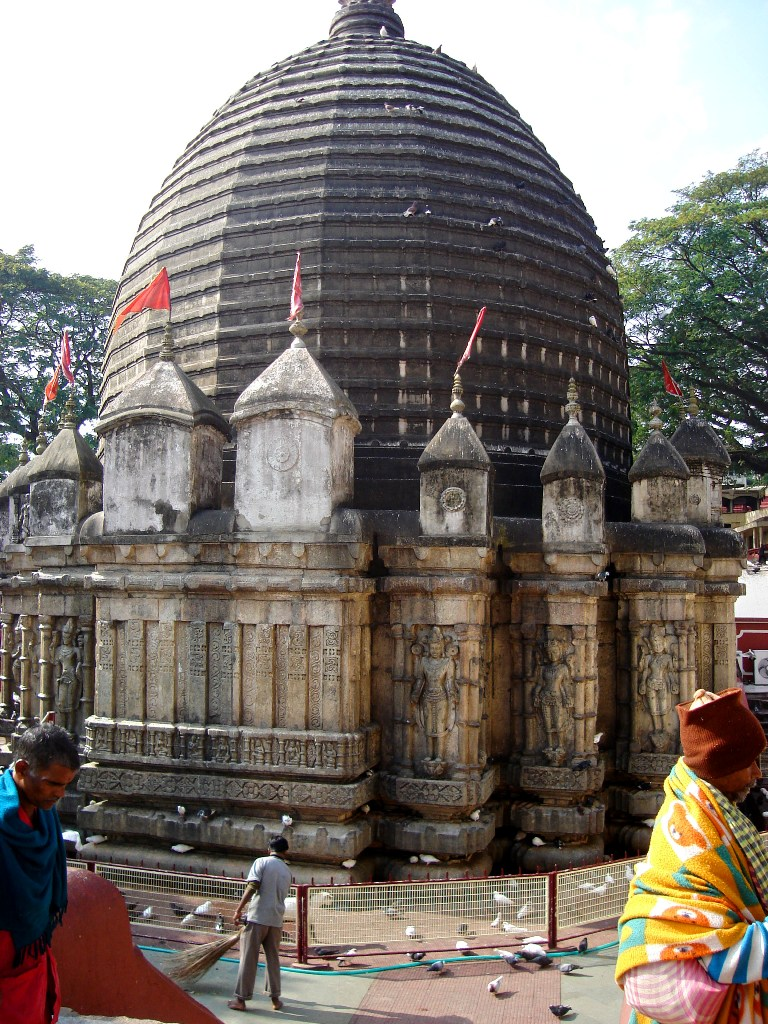
Гувахати, Храм Камакхья

Город расположен в месте встречи горного массива Шиллонг и поймы Брахмапутры. Таким образом, город лежит среди холмов разных форм и размеров (часть плато Шиллонга), пойменных территорий, множества естественных озёр, болот и реки Брахмапутры.
Основная часть города находится на южном берегу Брахмапутры. Местами ширина реки достигает 6-8 км, в самом узком её месте (1,8 км) построен знаменитый мост Сараят. На реке много временных и постоянных островов и пляжей. Кроме Брахмапутры в городе протекают ещё несколько мелких речек: Морабхаралу, Бахини и Басиста.
Климат — умеренный субтропический. Лето сухое и теплое с апреля до конца мая, сезон дождей с июня по сентябрь, зима холодная и сухая с конца октября по март. Среднегодовая температура — 24ºС. Самые теплые месяцы июль, август и сентябрь, самые холодные — декабрь, январь и февраль. Очень высокая влажность воздуха летом (особенно в июне и июле — более 80-90 %) часто вызывает различные недомогания.

## Экономика
Главными отраслями экономики являются торговля и предпринимательство, перевозки и сфера услуг. Гувахати — самый важный торговый центр оптово-розничной торговли Северо-восточной Индии. Чайный аукцион Гувахати — один из крупнейших в мире.
Как и в большинстве индийских городов, крупные торговые центры в Гувахати отсутствуют. Несмотря на быстрый индустриальный рост города, обрабатывающая промышленность остается важной отраслью экономики, в частности, нефтехимическая промышленность. Развито издательское дело.
Туризм, сфера развлечений, образование, здравоохранение и культура также медленно начинают вливаться в городскую экономику.

## Транспорт
Главная проблема — нехватка хороших дорог. Общая протяженность автомобильных дорог с твердым покрытием составляет 218 км. Большинство имеющихся дорог в окрестностях города очень узкие.
В Гувахати хорошо развита система общественного транспорта, в частности городское и междугородное автобусное сообщение.
В 20 км западнее города находится международный аэропорт. Раз в неделю летает самолет до Бангкока. Регулярно летают рейсы в Дели, Джайпур, Мумбай, Калькутту, Хайдарабад, Бангалор и другие города Индии.
В городе три железнодорожных вокзала.

## Образование и здравоохранение
- Университет Гувахати
- Индийский институт технологий Гувахати
- Технический колледж Ассама
- Медицинский колледж Гаухати и другие.

Город также является важным центром здравоохранения Северо-Восточной Индии.

## Достопримечательности и туризм
В Гувахати много исторических памятников различных эпох, среди них:
- Прямоугольное озеро Дигали Пухури, соединявшееся с Брахмапутра, в средние века оно использовалось для стоянки судов. Здесь множество храмов, искусственных озёр, остатков укреплений.
- Главная достопримечательность — шакти-храм Камакхья, привлекающий множество паломников.

Государственный музей Ассама, располагающий большой коллекцией по археологии и этнографии.
- Зоологический сад

За пределами города также есть интересные маршруты:
- Национальный парк Казиранга — в 200 км восточнее города, знаменитый самой крупной популяцией носорогов в мире.
- Заповедник живой природы Побитора — в 60 км восточнее города.
- Шиллонг — в 100 км южнее города, столица штата Мегхалая в горах, окруженная сосновыми лесами.
- Таванг — в 200 км севернее города, знаменитый буддистский монастырь в Гималаях.
- Национальный парк Манас — в 150 км западнее города, заповедник у подножья Гималаев.

Сотни деревушек бодо, карби, тива, гаро, кхаси в радиусе 200 км от города представляют интерес для туристов своим патриархальным укладом жизни. Их жители традиционно занимаются ремеслами, садоводством, рисоводством и рыбалкой. Недалеко от города есть две деревушки, тысячелетиями занимающиеся шелкоткачеством и изготовлением изделий из бронзы.
В 35 км от города находится археологическая зона Мадан Камдев с руинами древних храмов и других сооружений.
Хаджо и святое место Хаягрив Мадхава являются двумя важными духовными центрами индуизма и буддизма.